# Gavina rosada
La gavina rosada (Rhodostethia rosea) és una espècie d'ocell de la família dels làrids (Laridae) i única espècie del gènere Rhodostethia. Habita en regions de l'alta Àrtida, i rarament es troba al sud del cercle polar.
En alguna ocasió s'han produït albiraments de l'espècie a Galícia.